# Mikael Imru
Lidj Mikael Imru (Ge'ez: ልጅ ሚካኤል እምሩ), né le 10 novembre 1929 et mort le 26 octobre 2008, fils du ras Imru Haile Selassié, est un homme politique éthiopien.

## Biographie
Après des études à Oxford, il est nommé vice-ministre de l'Agriculture (1953-1959), puis ambassadeur à Washington (1959-1961). Il sera ministre des Affaires étrangères d'avril à mai 1961, puis à nouveau ambassadeur mais cette fois à Moscou (1961-1965). Il reviendra au gouvernement pour quelques mois, de mars à juillet 1974 au poste de ministre de l'Industrie et du Commerce. Enfin, il est nommé au poste de Premier ministre, du 3 août 1974 au 12 septembre 1974. Mikael Imru sera le dernier Premier ministre de l'Empire d'Éthiopie.